# The Gorilla (film din 1927)
The Gorilla este un film de groază american din 1927, regizat de Alfred Santell.
Este bazat pe piesa de teatru The Gorilla de Ralph Spence. În rolurile principale joacă actorii Charles Murray, Fred Kelsey și Walter Pidgeon.
Povestea filmului se învârte în jurul unui om costumat ca o maimuță care comite o serie de crime. Filmul a fost refăcut cu sunet în 1930 (The Gorilla) și 1939 (The Gorilla).
Filmul este o producție timpurie a lui Edward Small.

## Distribuție
- Charles Murray - Garrity
- Fred Kelsey - Mulligan
- Walter Pidgeon - Stevens
- Brooks Benedict - Reporter
- Syd Crossley - Butler
- Alice Day - Alice Townsend
- Claude Gillingwater - Cyrus Townsend
- Gaston Glass - Marsden
- John Gough - Sailor
- Aggie Herring - Cook
- Tully Marshall- William Townsend

## Legături externe
- The Gorilla la Internet Movie Database
- The Gorilla (film din 1927) la Allmovie

## Vezi și
- Listă de filme de groază din anii 1920
- Listă de filme de comedie din anii 1920
- Listă de filme de comedie de groază